# Casey Plett
Pour les articles homonymes, voir Plett.
Casey Plett, née à Winnipeg, dans le Manitoba, est une autrice canadienne.

## Biographie

### Enfance et études
Casey Plett grandit dans une famille mennonite à Morden,. Adolescente, elle déménage dans l'Oregon, où elle fait son lycée à Eugene. Elle poursuit ensuite ses études en licence à Portland, puis s'installe à New York pour son master. Après quoi, elle retourne vivre au Canada, à Windsor, dans l'Ontario.

### Carrière littéraire
Assignée garçon à la naissance, Casey Plett commence par chroniquer sa transition de genre pour le McSweeney's Internet Tendency. En parallèle, elle travaille en tant que critique littéraire pour le Winnipeg Free Press.
En 2014, elle publie A Safe Girl to Love, qui reçoit le prix Lambda Literary de la meilleure fiction transgenre et le prix d'honneur du prix Dayne Oglive.
En 2017, elle co-édite avec Cat Fitzpatrick l'anthologie de littératures de l'imaginaire Meanwhile, Elsewhere: Science Fiction and Fantasy from Trangender Writers. L'anthologie reçoit le Stonewall Book Award en 2018.
En 2018, elle publie le roman Little Fish, qui remporte le 31e prix Lambda Literary de la meilleure fiction transgenre.
En 2021, elle publie un recueil de nouvelles, A Dream of a Woman. Le recueil fait partie de la première sélection du prix Giller.

## Influences
Casey Plett dit s'inspirer d'Imogen Binnie, d'Elena Rose (en) et de Julia Serano pour son écriture.

## Œuvre
- (en-CA) A Safe Girl to Love, 2014
- (en-CA) Little Fish, 2018
- (en-CA) A Dream of a Woman, 2021